# ジョン・ハンコック
ジョン・ハンコック（英語: John Hancock、1736年1月12日（ユリウス暦） - 1793年10月8日（グレゴリオ暦））は、アメリカ合衆国の政治家である。第二次大陸会議および連合会議の議長を務め、マサチューセッツ州の初代知事となった。アメリカ独立宣言に最初に署名した人物である。

## 生い立ち
マサチューセッツのブレインツリー（現在はクィンシー市となった町の一角）で生まれた。父親はハンコックが幼い時に亡くなったので、ニューイングランドで非常に成功していた商人で父方の叔父トマス・ハンコックに育てられた。ボストン・ラテン学校を卒業すると、ハンコックはハーバード大学に進み1754年17歳の時に経営学の学位を受けた。卒業後は叔父のところで働いた。1760年から1764年まで、ハンコックはイギリスに渡り、叔父の造船業の顧客や納入業者との関係を作り上げた。ハンコックがイギリスから戻った直後に叔父が死に、ハンコックは叔父の遺産と事業を引き継ぐことになり、当時のニューイングランドで最も富裕な者となった。
ハンコックはドロシー・クィンシーと結婚した（ドロシーの叔母は作家オリバー・ウェンデル・ホームズの曾祖母である。また、大姪に作家ルイーザ・メイ・オルコットの母がおり、『若草物語』の登場人物の一人のモデルであると言われる）。
ジョン・ハンコックとドロシーの夫妻には子供が二人できたが、どちらも早世した。

## 独立戦争以前
ボストンの都市行政委員とマサチューセッツ議会議員となったハンコックは、植民地の交易を制限することになる印紙法が彼の事業にも脅威となったので、法の施行に抗議することになった。
印紙法は撤廃されたが、他にもタウンゼント諸法などいくつかの法が日用品にまでの課税を義務づけることになった。その結果ハンコックの海運事業が難しくなってきたので、ガラスや鉛、紙、紅茶の密貿易を始めた。1768年、ハンコックの所有するスループ船リバティがイギリスから戻ってきたとき、所得法違反の廉でイギリス税関の役人に取り押さえられた。これが原因で積荷を期待していたボストン市民が激高し暴動になった。
ハンコックの通常商業貿易と密貿易の収入がイギリス当局に対する地域の反抗を金の面で支えていたので、ボストンの人々は「サミュエル・アダムズが文書を（新聞に）ポストし、ジョン・ハンコックがその配達料金を支払う」 というジョークを作った。

## アメリカ独立戦争

アメリカ合衆国独立宣言を起草した5人が提出しているところ（ジョン・トランブル画『独立宣言』）。この絵は現在の2ドル札の裏に使われている。

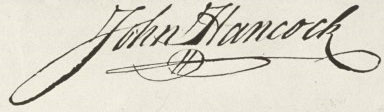
アメリカ独立宣言に記されたジョン・ハンコックの 署名

ハンコックは当初、拡大する反抗の財政的援助者であったが、後にイギリス支配に対する公的な批判者となった。1774年3月5日、ボストン虐殺事件から4年が経った日に、ハンコックはイギリスを激しく非難する演説を行った。同じ年にハンコックはマサチューセッツ植民地議会の議長に満場一致で選ばれ、その中の安全委員会も主宰した。ハンコックのもとでマサチューセッツ民兵が組織できるようになり、東インド会社によって輸入される紅茶のボイコットが結果的にボストン茶会事件につながった。
1775年4月、イギリス軍の意図が見えてきたので、ハンコックとサミュエル・アダムズはイギリス軍の逮捕から逃れるためにボストンを抜け出し、レキシントンのハンコック＝クラーク・ハウスに滞在していた。夜中にポール・リビアが二人を起こしにきて、イギリス軍が夜明けに到着することを告げた。レキシントン・コンコードの戦いが起こった。このとき、イギリスの総督トマス・ゲイジ将軍はハンコックとアダムズを反逆罪で逮捕するように命じていた。戦闘の後で、ゲイジはイギリス王室に対する忠誠を表明する者には恩赦を下す旨宣言したが、ハンコックとアダムズだけは例外であった。
1775年5月24日、ハンコックは第二次大陸会議で、ペイトン・ランドルフの後を受けて第3代議長に選ばれた。ハンコックは1777年10月30日までその職にあり、ヘンリー・ローレンスに引き継いだ。
ハンコックが議長になって1ヶ月足らずの6月19日、ジョージ・ワシントンを大陸軍の総司令官に任命した。1年後、ハンコックはワシントンに、独立を求める7月4日決議とアメリカ独立宣言の写しを送った。
ハンコックは7月4日に独立宣言に署名した唯一の人である。他の55名の代議員は8月2日に署名した。ハンコックはワシントンに大陸軍の兵士の前で独立宣言を読み上げるよう依頼した。一般に伝えられる話では、ハンコックはイギリス王ジョージ3世が眼鏡を掛けずに読めるように大きくはっきりと署名した。このことでハンコックの名前は合衆国の中で署名の代名詞になった。しかし、他の文書をあたると、ハンコックはいつもこれと同じやり方で署名している。
1780年から1785年まで、ハンコックはマサチューセッツ州知事を務めた。ハンコックの演説者および議長としての技量は多くの賞賛を呼んだ。アメリカ独立戦争中はハンコックの資金を集めて軍隊に物資を供給する能力が一番求められた。ハンコックの商業貿易の腕をもってしても、飢えた軍隊に牛肉用牛を送りたいという大陸会議の要求には悩まされた。1781年1月19日、ワシントンがハンコックにあてて警告書を送った。

多くの物資を繰り返し申請して貴殿を煩わせるべきではないと思うが、この川のこの基地での安全と、軍隊の存続そのもののより小さな目標はステーキである。昨日届いたヒース少将の手紙を抜粋して同封するが、我々の現況と将来の見通しがお解りになると思う。それ故に貴殿の州からの議会要求になる牛肉用牛の供給が通常軍隊のためではないというのならば、ウエストポイントの守備兵を養っていくこと、あるいは戦場でのたった一つの連隊を続けていくことも私では責任をとれないと考えています。
ハンコックは1785年11月30日から約半年間、連合会議の議長を務めた後、1787年5月からマサチューセッツ州知事に復帰した。ハンコックは1793年10月8日、現職の知事のまま病に倒れ不帰の人となった。

## 雑記

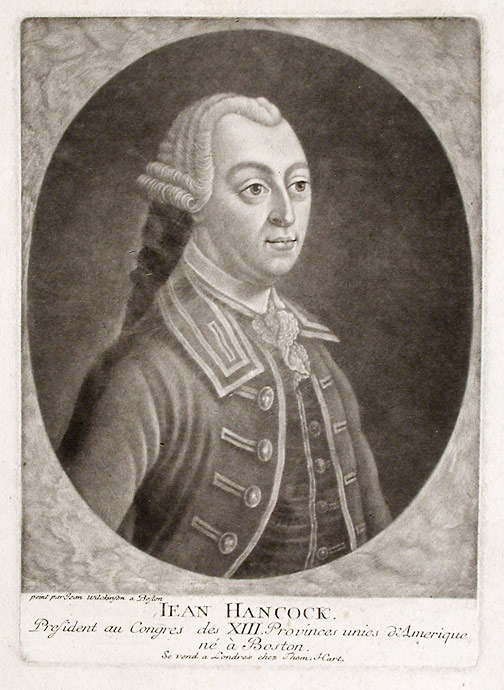
ジョン・ハンコック

1772年、「様々な主題による詩、宗教と道徳」(Poems on Various Subjects, Religious and Moral)が出版された。アフリカ系アメリカ人のフィリス・ホイートリーがその著者であったが、黒人女性はそのような作品を生み出す知力を持っているはずがないという一般の主張に論駁するために証明書に署名した者の一人がジョン・ハンコックであった。1773年にこの本がロンドンのアルトゲイトで展示（ボストンの出版社からは断られた）され、公に出版されたアフリカ系アメリカ人の最初の本となった。
ハンコックはフリーメイソンであった。
マサチューセッツ植民地知事としてハンコックは、ボストンの黒人軍隊「バックス・オブ・アメリカ」に軍隊旗を送った。
また、独立宣言書 (the Declaration of Independence) に署名されたサインの中では、ジョン・ハンコックのサインが一番大きかったため、アメリカでは「ジョン・ハンコック」が「サイン」の代名詞として用いられることもある。
ex) The president had to put his John Hancock to the nondisclosure contract in order to get more technical specifications. (技術仕様書がもっと欲しいので、社長は機密保持契約にサインしなければならなかった。)　
などのように使われる。

## ハンコックにちなむもの
多くの地名や事物がハンコックの名前にちなんで名付けられた。
- ハンコック郡のある州：ジョージア州、イリノイ州、インディアナ州、アイオワ州、ケンタッキー州、メイン州、ミシシッピー州、オハイオ州、テネシー州、ウエストバージニア州
- ハンコック町：マサチューセッツ州
- ハンコック市：ミシガン州
- ジョン・ハンコック保険：保険会社および転じてそのオフィスビル
  - ジョン・ハンコック・タワー：ボストン市で高さが一番高い建物
  - オールド・ジョン・ハンコック・ビル：ボストン市
- ジョン・ハンコック・センター：シカゴ市の高層ビル
- 大陸軍のスクーナー「ハンコック」：ジョージ・ワシントンのボストン包囲戦を支援するために傭船、1775年 - 1776年
- 大陸海軍のフリゲート「ハンコック」：1775年に第二次大陸会議で承認された13隻のフリゲート艦1隻、1777年にイギリス軍に捕獲された。
- アメリカ海軍の輸送用蒸気船「ハンコック」(AP-3)：「アリゾナ」を改称、1902年 - 1925年
- アメリカ海軍の蒸気タグボート「ジョン・ハンコック」：1850年
- アメリカ海軍の航空母艦「ハンコック」(CV-19)：1944年 - 1976年、第二次世界大戦とベトナム戦争に従軍。
- アメリカ海軍の駆逐艦「ジョン・ハンコック」(DD-981)：スプルーアンス級、1979年 - 2000年
- 大学フットボールの試合：ジョン・ハンコック・ボウル、テキサス州エルパソで開催、1990年 - 1993年
- ボストン大学の学生村：ジョン・ハンコック学生村、ジョン・ハンコック保険がスポンサーとなり、10エーカー (4万平方メートル)の学生寮と複合レクレーション施設。
- ハンコック通り：ボストン市ビーコン・ヒル
- ハンコック (映画)：主人公ハンコック（ウィル・スミス）が病院で記憶喪失のまま退院する際に、名前が判らなかったため、退院の署名にジョン・ハンコックと書かされたと言っている。これはアメリカ合衆国においてサイン（Signature）の代名詞として「ハンコック」という言葉が使われることにちなんだジョーク。